# Violette naine
Viola pumila
Espèce
Classification phylogénétique
La Violette naine (Viola pumila)  est une espèce de plantes à fleurs du genre Viola et de la famille des Violaceae.

## Description
C'est une plante herbacée.

## Statut de protection
En France, l'espèce figure sur la liste rouge des plantes d'Alsace et sur celle d'Île-de-France.
En Suisse, elle figure sur le liste rouge des plantes.